# Innozenz XIII.

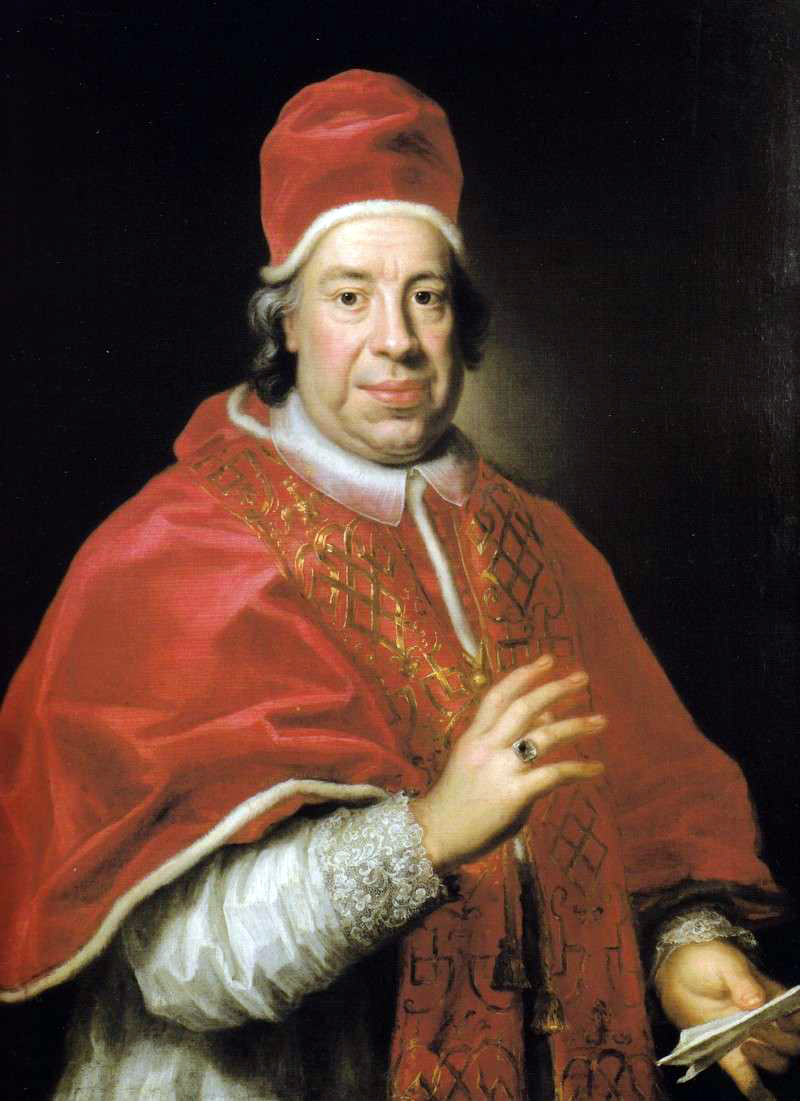
Innozenz XIII.

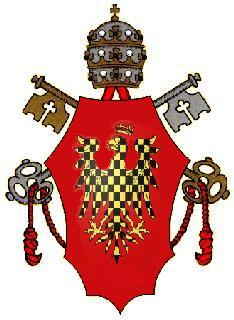
Wappen Innozenz’ XIII.

Innozenz XIII., eigentlich Michelangelo Conti di Poli (* 13. Mai 1655 in Poli bei Palestrina (Kirchenstaat); † 7. März 1724 in Rom), war von 1721 bis 1724 Papst der römisch-katholischen Kirche. Er stammte aus der Familie der Conti, der auch der bedeutende Papst Innozenz III. angehörte, daher auch die Namenswahl.

## Leben

### Herkunft und kirchliche Laufbahn
Der römische Adlige Michelangelo Conti studierte in Ancona und in Rom an der Gregoriana. Papst Alexander VIII. ernannte ihn zum päpstlichen Ehrenkämmerer. Unter Papst Innozenz XII. wurde er Mitglied in der römischen Prälatur.
Im Jahr 1695 wurde er zum Titularerzbischof von Tarsus ernannt. Er ging daraufhin als päpstlicher Nuntius nach Luzern. Im Jahr 1698 wurde er päpstlicher Nuntius in Lissabon, am 17. Mai 1706 kreierte ihn Papst Clemens XI. zum Kardinal. Erst im Februar 1711 erhielt er den Galero und die Titelkirche Santi Quirico e Giulitta.
Im Jahr 1709 wurde er zum residierenden Bischof von Osimo, und von 1712 bis 1719 war er auch noch Bischof von Viterbo.

### Pontifikat
Am 8. Mai 1721 wurde er in einem zuvor sehr wechselvollen Konklave einstimmig zum neuen Papst gewählt, nachdem der Favorit Fabrizio Paolucci, der Kardinalstaatssekretär des Vorgängers Clemens XI., durch kaiserliches Veto (sog. Exklusive) von der Wahl ausgeschlossen worden war. Am 16. Juni 1721 erhob er seinen Bruder Bernardo Maria Conti zum Kardinal.
Am 9. Juni 1722 belehnte er Kaiser Karl VI. mit den beiden Königreichen Neapel und Sizilien, 1723 erhob er das Bistum Wien zum Erzbistum. Den Jesuiten stand er stets ablehnend gegenüber und verlangte von ihnen die uneingeschränkte Anerkennung der päpstlichen Dekrete, insbesondere im Ritenstreit. Die Jansenisten hofften, jedoch vergeblich, auf eine päpstliche Parteinahme für sie.